# Savanna Samson
Savanna Samson   (Rochester, 14 d'octubre de 1967) és una actriu porno estatunidenca. Al gener de 2011, va ingressar en el saló de la fama d'AVN.

## Biografia
En els seus inicis,a mitjan anys 90 Savanna Samson treballa com stripper en el Scores Gentlemen's Club de Nova York. També intervé en l'espectacle de Howard Stern en diverses ocasions i en la cadena I!.
L'any 2000 roda la seva primera pel·lícula titulada: Rocco Meats an American Angel in Paris on comparteix el protagonisme amb el popular actor porno italià Rocco Siffredi. Les motivacions de l'actriu en el seu debut, són atípiques, ja que amb la pel·lícula el que pretén és complir la fantasia del seu nuvi d'estar casada amb una actriu porno. De fet, Savanna regalaria una còpia de la cinta al seu marit el dia de la nit de noces.
Les seves aparicions al programa de Howard Stern i les seves escenes en l'única pel·lícules gravada fins al moment arriben a ulls de Vivid que decideix oferir-li un contracte en exclusivitat. Savanna accepta, convertint-se així en una Vivid Girl (2002).
En 2006 participa, al costat de Jenna Jameson en el remake de The Devil in Miss Jones titulat The New Devil in Miss Jones. Gràcies a la seva actuació, l'actriu, aconsegueix diversos premis.

## Vida personal
Savanna Samson té quatre germanes i un fill nascut poc abans de signar el seu contracte amb Viviv. Se li ha lligat sexualment amb personalitats com David Copperfield i Jean-Claude Van Damme. Malgrat la seva feina es considera catòlica practicant. És una de les raons per la qual ha decidit fer servir el nom Samson com a pseudònim.

## Premis
- 2004 AVN Award Millor actriu per Looking In[4]
- 2004 AVN Award Millor escena en grup per Looking In[4]
- 2005 AVN Award Millor escena lèsbica per The Masseuse (amb Jenna Jameson)[5]
- 2005 AVN Award Millor escena en grup per Dual Identity[4]
- 2005 Premi XRCO a la millor actriu per The New Devil in Miss Jones[6]
- 2006 AVN Award Millor actriu per The New Devil in Miss Jones[7]
- 2007 GayVN Award Millor actuació no sexual en Michael Lucas' La Dolce Vita
- 2008 AVN Award Millor escena en grup per Debbie Does Dallas...Again[8]*
- 2011 Ingrés en el saló de la fama d'AVN.[9]